# Kotnavärri
Kotnavärri är en kulle i Finland. Den ligger i Enare i landskapet Lappland, i den norra delen av landet, 1 000 km norr om huvudstaden Helsingfors. Toppen på Kotnavärri är 300 meter över havet.
Terrängen runt Kotnavärri är platt åt sydost, men åt nordväst är den kuperad. Terrängen runt Kotnavärri sluttar västerut.  Trakten runt Kotnavärri är nära nog obefolkad, med mindre än två invånare per kvadratkilometer. Det finns inga samhällen i närheten. Omgivningarna runt Kotnavärri är i huvudsak ett öppet busklandskap.